# Stúdió 11
A Stúdió 11 a Magyar Rádió volt tánczenekara, manapság önállóan működő együttes.

## Története
A Magyar Rádió Tánczenekarát 1946-ban hozták létre, ebből létszámcsökkentéssel alakult a Stúdió 11 1963-ban, Zsoldos Imre és Dobsa Sándor vezetésével. A könnyűzene valamennyi stílusában zenélnek. Az együttes 2007 óta önállóan dolgozik, Csepregi Gyula művészeti vezető és Tóth Gyula zenekarvezető irányításával.
A zenekar nevét Dobsa Sándor alkotta, mivel stúdióban zenéltek, és létszámuk 11 volt.
Az együttes volt a ’60-as, ’70-es, ’80-as években megrendezett Táncdalfesztivál, Tessék választani!, Made in Hungary tánczenei bemutatók és a legtöbb rádiós és televíziós könnyűzenei műsor állandó kísérőzenekara.

## Tagjai
- Tóth Gyula – gitár, zenekarvezető
- Rátonyi Róbert – zongora
- Boegán Péter – dob
- Gátos Iván – billentyűs hangszerek
- Barbinek Gábor – harsona
- Nagy Balázs – bariton-, alt-, szopránszaxofon
- Varga Gábor – trombita, szárnykürt
- Ducsai Szabolcs – trombita, szárnykürt
- Kalmus Pál – bariton-, alt-, szopránszaxofon, basszusklarinét, fuvola
- Zsoldos Béla – marimba, vibrafon, ütőhangszerek
- Csejtei Ákos – fuvola, szoprán-, tenorszaxofon
- Takács Donát – basszusgitár, nagybőgő

## Korábbi tagok
- Dobsa Sándor – zongora, zenekar vezető, művészeti vezető 1963–2005 († 2005)
- Zsoldos Imre – trombita, művészeti vezető 1963–1982 (†1985)
- Balázs Gábor – nagybőgő, basszusgitár (†2012)
- Berdisz Tamás – dob ?-?
- Berkes Balázs – bőgő, basszusgitár 1963–1978
- Berki Géza – gitár 1963–1987 (†1987)
- Csepregi Gyula – tenor-, szopránszaxofon, fuvola, művészeti vezető (†2014)
- Csizmadia Gábor – trombita 1992–2006
- Dán András – dob 1966–1994 (†2022)
- Debreczeni Csaba – dob 1994–2005
- Dennert Árpád – alt-, szopránszaxofon, klarinét ?-?
- Dörnyei Gábor – dob 2005–2007
- Fekete István – trombita 1981–1984
- László Attila – gitár 1980–1988
- Nagy Marcell – tenor-, szopránszaxofon, klarinét 1963–1988 (†1996)
- Schreck Ferenc – harsona 1993–2003
- Selényi Dezső – harsona 1963–1993 (†2010)
- Sipos Endre – trombita 1984–2006
- Söptei Géza – bariton-, alt-, szopránszaxofon, klarinét 1963–2006
- Tomsits Rudolf – trombita 1963–1981 (†2003)
- Virág Ferenc – alt-, szopránszaxofon, klarinét 1963–1990 (†2004)
- Kórodi Jenő – dob 1963–1966
- Zsoldos Ernő – harsona 1963–1968 (†1968)

## Diszkográfia

### Önálló
| Év   | Album             |
| ---- | ----------------- |
| 1969 | Let's Dance Tango |
| 1969 | Táncoljon velünk  |

### Kísérőzenekarként
| Előadó                             | Év   | Album                       |
| ---------------------------------- | ---- | --------------------------- |
| Ambrus Kyri                        | 1983 | Kyri                        |
| Cserháti Zsuzsa                    | 1978 | I.                          |
| Harangozó Teri                     | 1969 | Bim-bam                     |
| Hofi Géza, Koós János, Kovács Kati | 1976 | Kell néha egy kis csavargás |
| Koós János                         | 1979 | Koós 3.                     |
| Koós János                         | 1983 | Koós 4.                     |
| Koós János                         | 1985 | Jubileum                    |
| Korda György                       | 1972 | Napfény kell a virágnak     |
| Korda György                       | 1976 | Boldog idők                 |
| Korda György                       | 1977 | Én megálmodtalak            |
| Korda György                       | 1978 | Maradj még                  |
| Kovács Kati                        | 1970 | Suttogva és kiabálva        |
| Máté Péter                         | 1976 | Éjszakák és nappalok        |
| Máté Péter                         | 1978 | Magány és együttlét         |
| Sárosi Katalin                     | 1979 | Sárosi Katalin énekel       |
| Soltész Rezső                      | 1982 | Szóljon hangosan az ének    |
| Szécsi Pál                         | 1973 | Egy szál harangvirág        |
| Záray Márta, Vámosi János          | 1977 | Záray–Vámosi                |
| Záray Márta, Vámosi János          | 1978 | Nekünk találkozni kellett   |
| Záray Márta, Vámosi János          | 1980 | Ének az esőben              |
| Záray Márta, Vámosi János          | 1982 | Köszönet a boldog évekért   |
| Záray Márta, Vámosi János          | 1984 | Ketten az úton              |